# Hortense Schneiderová
Catherine Jeanne Schneider, známá jako Hortense Schneider, (30. dubna 1833 Bordeaux – 6. května 1920 Paříž) byla slavná francouzská operetní diva (subreta, soprán), která působila v období druhého císařství. Je známá z Offenbachových operet. Skladatel pro ni napsal řadu titulních rolí.

## Život
Hortense Schneiderová byla dcerou štrasburského krejčího Jeana Georgese Schneidera, který se usadil v Bordeaux a oženil se tam s Élisabeth, rozenou Boissièresovou. 
Zpívat začala ve třech letech a od 12 let vystupovala na divadelní scéně svého rodného města a hrála vaudeville. 
Zpěv studovala v Bordeaux u Schaffnera. 
V patnácti letech začala vystupovat  Její profesionální debut se konal v roce 1853 v Agenu v roli Inés v Donizettiho opeře Favoritka (v originále La Favorite). Vystupovala v různých rolích, od naivní dívenky (Ingénue) po první milenky.
V roce 1855 se na doporučení zpěváka Jeana Bertheliera představila skladateli Jacquesu Offenbachovi, který se chystal otevřít své vlastní divadlo pod názvem Théâtre des Bouffes-Parisiens, a byla okamžitě přijata. Po předčasné smrti svého otce-alkoholika († 1860) již cestovala  s divadelní společností po provinciích.

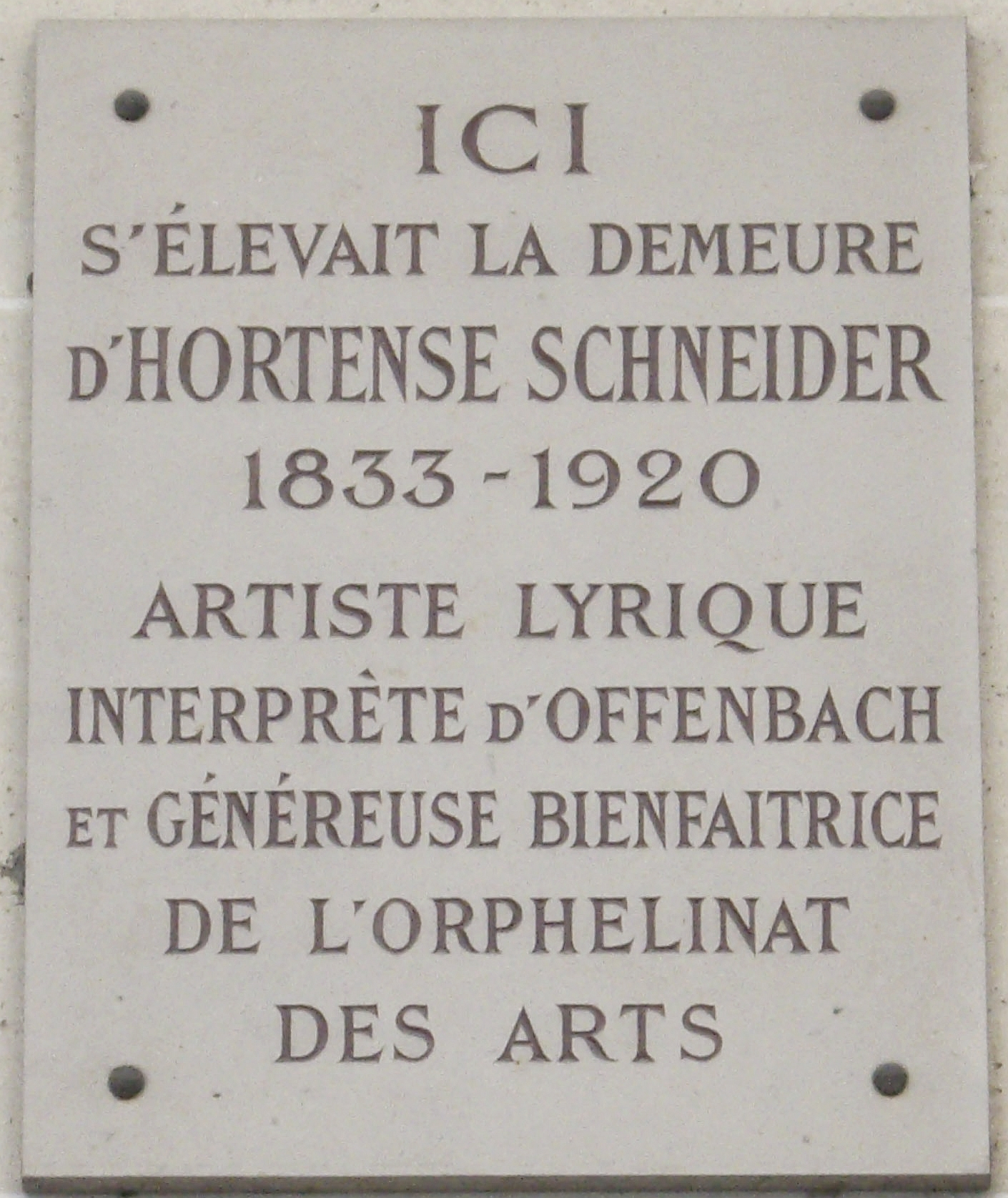
Pamětní deska,123 avenue de Versailles, Paris 16

Po četných rolích v Offenbachových menších operetách se stala hvězdou čtyř jeho velkých úspěchů: La Belle Hélène (Krásná Helena, 1864), Barbe-Bleue (Modrovous 1866), La Grande-Duchesse de Gérolstein (Velkovévodkyně z Gerolsteinu 1867) a La Périchole (Perikola 1868). Poté se také objevila v divadelních dílech Hervého. Její umělecké vystupování, které se vyznačovalo brilantností a dynamikou, přilákalo obrovské množství diváků, včetně korunovaných hlav. Dary jí poskytli králové Bavorska, Portugalska, Švédska, egyptský místokrál, anglický princ a ruský císař. Během světové výstavy v Paříži v roce 1867 její čísla přilákala noblesní publikum Na vrcholu své slávy vystupovala v Londýně, Dublinu, Glasgow a dalších městech. V roce 1869 hrála 96krát na různých pódiích ve Velké Británii. V zimě 1871-1872 měla turné v Petrohradě, kde vystupovala v divadle Teatro Buff. Získala obrovský úspěch, v neposlední řadě díky výrazné erotičnosti jejího divadelního obrazu.
Ztělesňovala typ vrtošivé, skandály ovívané divy, která byla populární po polovině 19. století, podobně jako Marie Geistinger v německy mluvící oblasti. Jako vrtošivá a tyranská velkovévodkyně operetního státu (v operetě Velkovévodkyně z Gerolsteinu) parodovala aristokracii své doby.

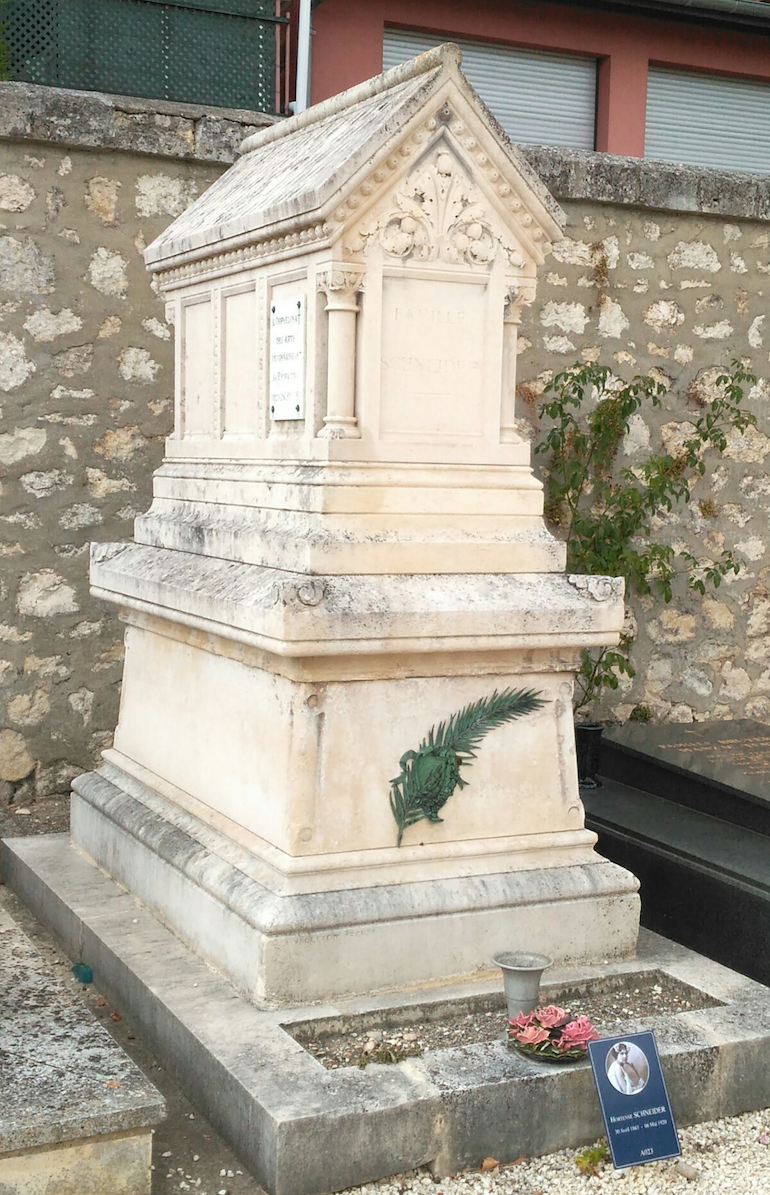
Náhrobek Hortense Schneider na hřbitově v Bordeaux

Jméno Hortense Schneider je spojeno s formováním francouzské klasické operety. Měla krásný a melodický hlas, brilantní hlasovou techniku a výraznou dikci (soubor výrazových prostředků a způsob vyjadřování). Kromě toho měla značný temperament a komediální talent. Za svou popularitu vděčila nejen hlasu a hereckým schopnostem, ale také vnější kráse a skandálům v osobním životě.Po Offenbachově smrti v roce 1880 z jeviště odešla.
Její syn, Georges André de Gramont-Vachères (1858-1919), pochází z jejího vztahu s Emmanuelem Jean Ludovic de Gramont-Vachères, vévodou z Caderousse (1836–1865).
Poslední roky svého života strávila ve svém pařížském sídle, aniž by se objevila na veřejnosti. Zemřela v Paříži 6. května 1920 ve věku 87 let a byla pohřbena na protestantském hřbitově ve svém rodném městě Bordeaux.
Její (a Offenbachův) život zfilmoval v roce 1949 režisér Marcel Achard jako muzikál s názvem La Valse de Paris.